# Лондон — Суррей Классик
Лондон — Суррей Классик (англ. RideLondon-Surrey Classic) — ежегодная шоссейная однодневная профессиональная велогонка, проходящая в Великобритании с 2011 года.

## История
Первая велогонка состоялась 14 августа 2011 года, как подготовительное мероприятие к Олимпийским играм и имела категорию 1.2.
В 2012 году гонка не проводилась из-за Олимпийских игр. 4 августа 2013 года гонка обрела "постоянный дом" в рамках уик-энда Prudential RideLondon, двухдневного велосипедного фестиваля, проходящего в Лондоне, как наследие  Олимпийских игр. В 2013 году она вошла в UCI Europe Tour, получив категорию 1.1, а с 2014 по 2016 годы имела категорию 1 НС. C 2017 года гонка входит в Мировой тур UCI и имеет категорию 1.UWT.

Организаторм выступает London & Surrey Cycling Partnership (LSCP), которая является совместным предприятием London Marathon Events Limited (организатор Лондонского марафона) и SweetSpot Group (организатор Тура Британии).

## Маршрут

Профиль гонки 2013 года

Профиль гонки 2014 года

Маршрут гонки — это вариация маршрута который был на летних Олимпийских играх 2012 года. Он характеризуется как категорийными подъёмами, так и промежуточными спринтами.
Гонщики стартуют в Олимпийском парке королевы Елизаветы рядом с олимпийским велодромом, затем проходят рядом с Канэри-Уорф и Тауэром по пути через центр Лондона. Выехав из Лондона по трассе A4, маршрут проходит через Ричмонд-парк, Кингстон-апон-Темс и Хэмптон-корт. В Суррее маршрут проходит через Вейбридж и Рипли о пути к первым категоризированным подъёмам в живописной местности, известной как «Суррейские холмы» («Surrey Hills»).
Далее гонщики проходят несколько кругов по холмистой местности в окрестностях Доркинга где расположены несколько категорийных подъёмов, включая Лейт Хилл — самую высокую точку в Юго-Восточной Англии. После этого маршрут возвращается в Лондон где преодолевают последний категорийный подъём Бокс Хилл до того как выехать на плоскую главным образом часть дистанции через Окссхотт, Кингстон-апон-Темс, Уимблдон и Путни. Последние километры гонщики проходят по набережной Темзы мимо Вестминстерского дворца, вдоль Уайтхолла и пройдя после поворота прямо через Адмиралтейскую Арку финишируют на улице Мэлл.

## Классификации
Несмотря на то что гонка является однодневной, на ней разыгрываются две классификации.

### Спринтерская
Очки разыгрывались только на промежуточных спринтах (основной финиш не учитывался) и начисляются следующим образом:
| Место | 1 | 2 | 3 | 4 |
| ----- | - | - | - | - |
| Очки  | 5 | 3 | 2 | 1 |

### Горная
На маршруте присутствуют подъёмы. Их количество, категория, расположение и число восхождений на них зависит от маршрута гонки.
Очки в горный зачёт начисляются следующим образом:
| Категория / Место | 1  | 2 | 3 | 4 | 5 | 6 | 7 | 8 | 9 | 10 |
| ----------------- | -- | - | - | - | - | - | - | - | - | -- |
| Первая категория  | 10 | 9 | 8 | 7 | 6 | 5 | 4 | 3 | 2 | 1  |
| Вторая категория  | 6  | 5 | 4 | 3 | 2 | 1 |   |   |   |    |
| Третья категория  | 4  | 3 | 2 | 1 |   |   |   |   |   |    |

| Название            | Категория | Длина  | Перепад | Средний градиент | Максимальный градиент |
| ------------------- | --------- | ------ | ------- | ---------------- | --------------------- |
| Box Hill            | Cat 2     | 2500 м | 123 м   | 4.9 %            | 10.9 %                |
| Coldharbour         | Cat 2     | 1800 м | 130 м   | 7.2 %            | 14.2 %                |
| Denbies Wine Estate | Cat 2     | 2500 м | 137 м   | 5.5 %            | 13.1 %                |
| Newlands Corner     | Cat 3     | 1800 м | 84 м    | 4.7 %            | 9.6 %                 |
| Staple Lane         | Cat 2     | 1400 м | 82 м    | 5.9 %            | 9.9 %                 |
| Leith Hill          | Cat 2     | 2100 м | 139 м   | 6.6 %            | 11.8 %                |

## Призёры

### Генеральная классификация
| Год                                                                 | Победитель          | Второй              | Третий           |          |
| ------------------------------------------------------------------- | ------------------- | ------------------- | ---------------- | -------- |
| London-Surrey Cycle Classic                                         |                     |                     |                  |          |
| 2011                                                                | Марк Кавендиш       | Саша Модоло         | Самуэль Дюмулен  |          |
| 2012 не проводилась из-за Олимпийских Игр RideLondon-Surrey Classic |                     |                     |                  |          |
| 2013                                                                | Арно Демар          | Саша Модоло         | Янник Мартинес   |          |
| 2014                                                                | Адам Блайт          | Бен Свифт           | Жюлиан Алафилипп |          |
| 2015                                                                | Жан-Пьер Друкер     | Майк Тёниссен       | Бен Свифт        |          |
| 2016                                                                | Том Бонен           | Марк Реншоу         | Майкл Мэттьюс    |          |
| 2017                                                                | Александер Кристофф | Магнус Корт Нильсен | Майкл Мэттьюс    |          |
| 2018                                                                | Паскаль Аккерман    | Элиа Вивиани        | Джакомо Ниццоло  |          |
| 2019                                                                | Элиа Вивиани        | Сэм Беннетт         | Микаэль Мёркёв   |          |
| 2020                                                                | отменено            | отменено            | отменено         | отменено |

### Вторичные классификации
| Год                         | Спринтерская       | Горная            |
| --------------------------- | ------------------ | ----------------- |
| London-Surrey Cycle Classic |                    |                   |
| 2011                        | не разыгрывалась   | не разыгрывалась  |
| RideLondon-Surrey Classic   |                    |                   |
| 2013                        | Синкельдам, Рамон  | Синкельдам, Рамон |
| 2014                        | Ламмертинк, Стевен | Лампьер, Стивен   |
| 2015                        | Уильямс, Питер     | Роуселл, Эрик     |
| 2016                        | Ластра, Джонатан   | Друкер, Жан-Пьер  |
| 2017                        | Трентин, Маттео    | Шмидт, Мадс Вюрц  |
| 2018                        | Боаро, Мануэле     | Гужар, Алексис    |

## Рекорд побед

### По странам
| Побед | Страна                                    |
| ----- | ----------------------------------------- |
| 2     | Великобритания                            |
| 1     | Франция · Люксембург · Бельгия · Норвегия |